# 한국출판문화진흥재단
한국출판문화진흥재단은 출판문화의 건전한 육성발전 도모하기 위하여 1985년 12월 14일 설립된 문화체육관광부 소관의 재단법인이다. 서울특별시 종로구 삼봉로 95, 101동 201호 (견지동, 종로대성스카이렉스)에 위치하고 있다.

## 주요 사업
- 양서출판자금 지원 융자
- 출판문화 발전을 위한 조사연구 및 저작자 개발 지원사업
- 출판환경 개선사업 지원
- 양서보급 및 독서운동 지원

## 같이 보기
- 한국출판문화산업진흥원
- 대한출판문화협회
- 한국출판협동조합